# Антиабортний фемінізм
Антиабортний фемінізм — течія фемінізму, прихильниці якої виступають проти абортів. Феміністки, які виступають проти абортів, вважають, що принципи, які лежать в основі прав жінок, також закликають їх виступати проти абортів з міркувань права на життя, і що аборт шкодить жінкам більше, ніж приносить їм користь.
Сучасний антиабортний фемінізм бере свій початок у 19 столітті. Сам рух почав формуватися на початку-в середині 1970-х років зі заснування «Феміністок за життя» (ФЗЖ) у Сполучених Штатах Америки та «Жінок за життя» у Великій Британії на тлі законодавчих змін у тих країнах, які дозволяли аборти. ФЗЖ та Сьюзен Б. Ентоні Пролайф (SBA List) є найвідомішими феміністськими організаціями, що виступають проти абортів у США. Інші організації, що виступають проти абортів, охоплюють феміністок нової хвилі та феміністок за ненасильницький вибір.

## Погляди та цілі
Феміністки, які виступають проти абортів, розглядають легальний варіант абортування як «підтримку антиматеринських соціальних установок та політики й обмеження поваги до громадянства жінок». Антиабортні феміністки, що аборт — це дія, продиктована суспільством, а легальний аборт «увічнює безтурботне суспільство, в якому домінують чоловіки».
Лорі Оакс, доцентка феміністичних досліджень Каліфорнійського університету в Санта-Барбарі, пише, що коли аборти є законними, «жінки починають розглядати вагітність та виховання дітей як перешкоди для повноцінної участі в освіті та на роботі» і описує феміністський активізм проти абортів в Ірландії як той, що хвилюється більше «за матір», ніж за жінку. Оакс написала, що, хоча ірландські противники абортів звеличують народження дітей і критично ставляться до думки, що жінки мають «право на ідентичність поза материнством», деякі, такі як Бреда О'Браєн, засновниця організації «Феміністки за життя Ірландії», також пропонують феміністичні аргументи, що внесок жінок у суспільство не обмежується такими функціями.
Феміністичні організації, які виступають проти абортів, як правило, не розрізняють погляди на аборт як на юридичну проблему, моральну проблему та медичну процедуру. Такі відмінності розрізняють багато жінок, наприклад, ті, які не перериватимуть власну вагітність, але воліють, щоб аборт залишався законним і доступним для інших жінок. Феміністичні організації проти абортів, прагнуть персоналізувати аборти, використовуючи жінок, які пережили переривання вагітності, щоб спробувати переконати інших у своїх аргументах. Відомі американські феміністичні організації, що виступають проти абортів, прагнуть до заборони переривання вагітності в Сполучених Штатах. SBA List називає це своєю «кінцевою метою», а президентка ФЗЖ — Серрін Фостер — сказала, що організація «виступає проти абортів у всіх випадках, оскільки насильство є порушенням основних феміністичних принципів».

## Зв'язок з іншими рухами
Антиабортні феміністки є частиною рухів проти абортів, а не феміністичного руху як такого. В епоху другої хвилі фемінізму наприкінці 1960-х і 1970-х років принципи нової групи феміністок, що виступають проти абортів, були відкинуті мейнстримними феміністками, які вважали, що для повної участі в житті суспільства «моральне та юридичне право жінки контролювати свою фертильність» має бути фундаментальним принципом. З позиції меншості антиабортні феміністки заявили, що мейнстримні говорять не за всіх жінок.
Не зумівши завоювати шановану позицію серед більшості, антиабортні феміністки приєдналися до інших груп, що виступають проти абортів та за право на життя. За словами Оакс, таке розділення підірвало феміністичне почуття ідентичності, відокремлене від інших груп, які виступають проти абортів, попри аргументи щодо прав жінок, що відрізняються від аргументів щодо прав плода, висунутих іншими прихильниками абортів.

## Аргументи
Дебати про аборти були зосереджені насамперед на питанні про те, чи є людський плід особистістю й чи повинно вбивство людей (залежно від стадії розвитку) коли-небудь підпадати під поняття автономії людини.  Феміністичні організації, які виступають проти абортів, вирізняються як «прожіночі» організації, на відміну від організацій із захисту прав плода. Це відрізняє їх від інших груп, які виступають проти переривання вагітності.
«Прожіночий» аргумент визначає аборт як такий, що є шкідливим для жінок. Антиабортні феміністки стверджують, що більшість жінок насправді не хочуть робити аборти, а скоріше їх змушують це робити треті сторони, партнери або лікарі. Вони також припускають, що жінки були підготовлені та соціалізовані таким чином, щоб повірити, що вони не можуть бути успішними, якщо вони переживають непередбачену вагітність, і що суспільство продовжує відображати патріархальні стандарти, де чоловіків — це «основна людина».
Антиабортні феміністки вважають, що небажані аборти можуть завдати фізичної та емоційної шкоди жінкам. Дослідження Інституту Гуттмахера показують, що більшість жінок, які роблять аборти, роблять це з особистих, фінансових, професійних та/або сімейних цілей, а не під примусом третіх сторін. Стверджуючи про існування певного психічного стану жінки після переривання вагітності, який не визнається з медичної точки зору, феміністки, які виступають проти абортів, переосмислюють антиабортний рух з точки зору захисту громадського здоров'я жінок.

## Феміністки 19-го століття
Антиабортні феміністки заявляють, що вони продовжують традицію активісток за права жінок 19-го століття, таких як Елізабет Кеді Стентон, Матильда Джослін Ґейдж, Вікторія Вудгалл, Елізабет Блеквелл й Еліс Пол, які вважали аборт злом, нав'язаним жінкам чоловіками.
The Revolution, газета, що видавалася Сьюзен Ентоні та Стентоном, містила листи, есе та редакційні статті, в яких обговорювалися багато питань дня, включно зі статтями, що засуджують «вбивство дітей» та «інфантицид» (вбивство новонароджених). Суперечка про погляди Ентоні на аборти виникла в 1989 році. Антиабортні феміністки в США почали використовувати слова та образ Ентоні для просування своєї ідеї проти переривання вагітності. Дослідники американського фемінізму 19-го століття, а також активісти за права на аборти виступили проти того, що вони вважали кооптацією спадщини Ентоні як найвідданішої суфражистки країни, заявивши, що активістки проти абортів хибно приписують думку Ентоні, і що застосування аргументів 19-го століття до сучасних дебатів щодо переривання вагітності вводить в оману.
За словами історикинь А. Кеннеді та К. Д. Мері, Еліс Пол вважала, що аборт є «остаточною експлуатацією жінок», і була стурбована тим, що немовлята жіночої статі будуть абортовані. Кеннеді та Мері також зазначають, що Елізабет Блеквелл, перша жінка-лікар у Сполучених Штатах, стала лікаркою через свою пристрасну ненависть до абортів.
Як критику соціологині Нікола Бейзел і Тамара Кей писали, що білі англосаксонські протестанти (WASP) у США були стурбовані тим, що продовження абортів може поставити під загрозу їхнє становище на вершині ієрархії суспільства, особливо побоюючись припливу ірландських католиків та афроамериканців, і описують Ентоні та Стентон як частину цієї реакційної расової позиції. Виступаючи за «добровільне материнство» — право жінки контролювати вагітність та шлюбні стосунки через утримання від сексу, поки жінки добровільно не бажатимуть дітей — Стентон заявляла, що проблема абортів демонструє віктимізацію жінок чоловіками, які приймають закони без згоди жінок. Вудгалл та її сестра, Теннессі Клафлін, стверджували, що клініки для абортів припинять свою діяльність, якщо «добровільне материнство» набуде широкого поширення.